# دهستان حومه (اندیمشک)
دهستان حومه دهستانی در بخش مرکزی شهرستان اندیمشک، استان خوزستان در ایران است. براساس سرشماری مرکز آمار ایران در سال ۱۳۹۵، جمعیت آن ۱۰۲۹۷ نفر (۲۴۶۲ خانوار) بوده‌است.